# Olympische Geschichte Costa Ricas
| Gelbes Symbol für Goldmedaillen mit stilisierten Olympischen Ringen | Graues Symbol für Silbermedaillen mit stilisierten Olympischen Ringen | Braundes Symbol für Bronzemedaillen mit stilisierten Olympischen Ringen |
| ------------------------------------------------------------------- | --------------------------------------------------------------------- | ----------------------------------------------------------------------- |
| 1                                                                   | 1                                                                     | 2                                                                       |

Das Comité Olímpico Nacional de Costa Rica ist das Nationale Olympische Komitee von Costa Rica. Es wurde 1953 gegründet und 1954 vom Internationalen Olympischen Komitee anerkannt.
Sportler Costa Ricas nahmen erstmals 1936 an Sommerspielen teil. 1948 bis 1960 wurde keine Olympiamannschaft entsandt. Seit 1964 nehmen costa-ricanische Athleten an allen Sommerspielen teil. Bei Winterspielen waren 1980 bis 1992 sowie 2002 und 2006 Costa Ricaner dabei. Jugendliche Sportler nahmen an den beiden Jugend-Sommerspielen teil. Zu Jugend-Winterspielen wurden bislang keine Athleten geschickt.

## Übersicht

### Sommerspiele

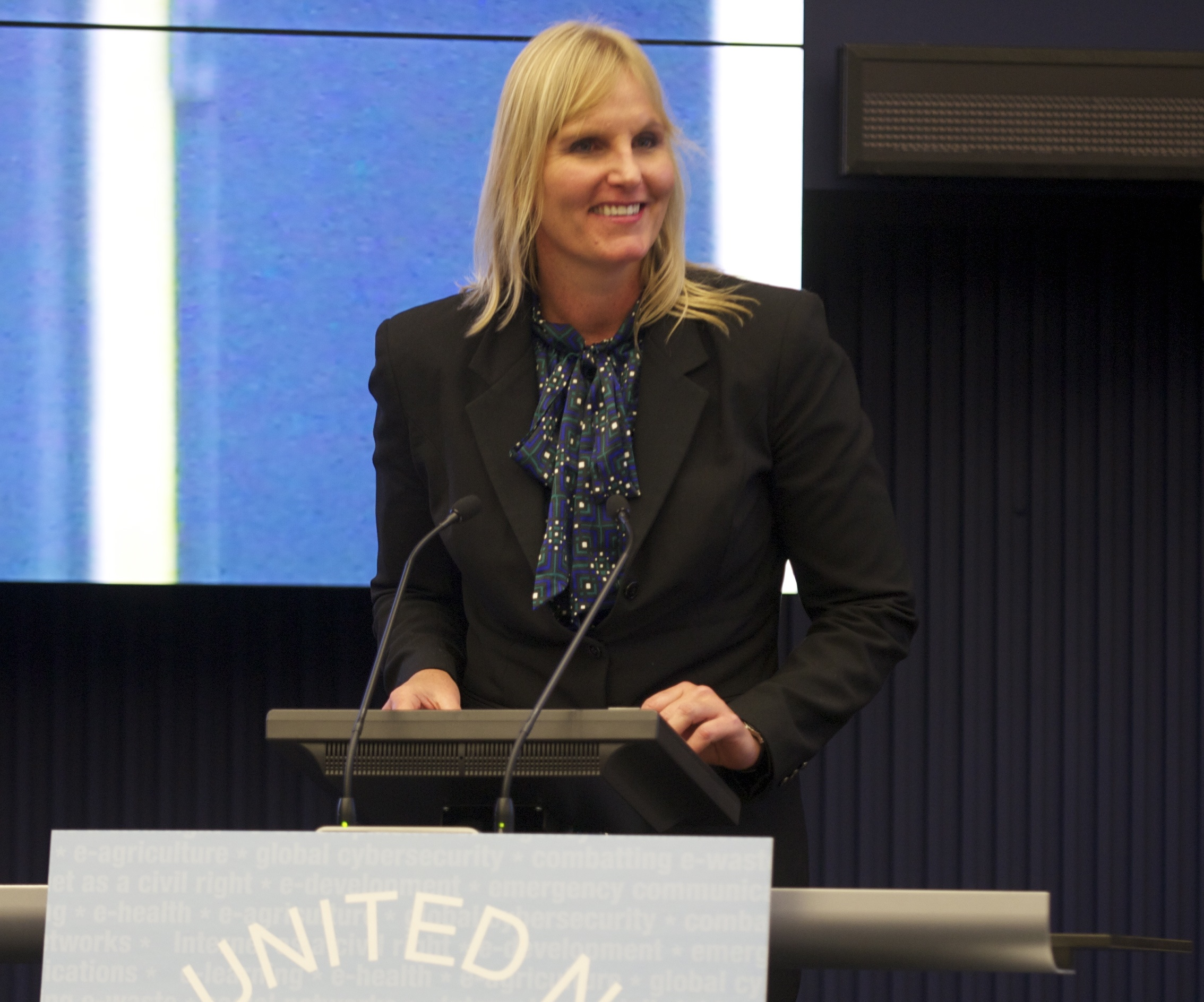
Die erste Medaillengewinnerin Sylvia Poll im Jahr 2013

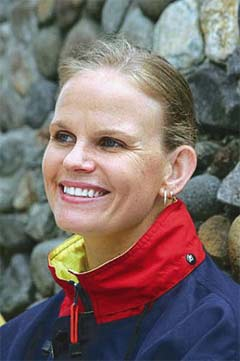
Claudia Poll, Olympiasiegerin 1996 (Foto aus dem Jahre 2011)

Schon vor der Anerkennung des costa-ricanischen NOKs nahm das Land an Olympischen Spielen teil. 1936 in Berlin nahm mit dem Fechter Bernardo de la Guardia der erste Olympionike aus Costa Rica teil. Er war der einzige Athlet seiner Mannschaft.
Erst 1964 trat wieder eine Mannschaft des Landes an. In Tokio gingen zwei Judokas an den Start. 1968 bestand die Mannschaft aus Leichtathleten, Boxern, Schwimmern, Gewichthebern, Radsportlern und Schützen. Die Leichtathletin Jean Robotham war dabei die erste Frau Costa Ricas bei Olympischen Spielen.
1976 nahmen erstmals costa-ricanische Bogenschützen teil. In Moskau im gleichen Jahr startete erstmals eine costa-ricanische Fußballauswahl, die ohne Punktgewinn in der Vorrunde ausschied. Der Schwimmerin María París gelang eine Finalteilnahme über 100 Meter Delfin. Sie wurde Siebte. In Los Angeles im gleichen Jahr schied die Fußballmannschaft wieder in der Vorrunde aus. Diesmal jedoch gelang ihr der erste Sieg. Am letzten Spieltag der Gruppe besiegte man die schon qualifizierten Italiener mit 1:0.
In Seoul 1988 konnte Costa Rica den ersten Medaillengewinn feiern. Die Schwimmerin Silvia Poll gewann Silber über 200 Meter Freistil. Schon über 100 Meter hatte sie das Finale erreichte und wurde Fünfte. Eine weitere Finalteilnahme gelang ihr über 100 Meter Rücken. Hier wurde sie Sechste. 1992 in Barcelona kam sie über 200 Meter Rücken ins Finale und belegte Platz 7. In Barcelona nahmen erstmals Kanuten des Landes teil.
In Atlanta 1996 gelang der erste Olympiasieg Costa Ricas. Wieder gab es die Medaille im Schwimmen. Diesmal war es Silvias Schwester Claudia Poll, die auf das Siegertreppchen stieg. Sie gewann das Finale über 200 Meter Freistil. Über 400 Meter wurde sie Fünfte. Der Radsportler José Andrés Benes wurde auf dem Mountainbike Sechster. In Atlanta ging erstmals eine Wasserspringerin des Landes an den Start. In Sydney 2000 schwamm Claudia Poll zu zwei weiteren Medaillen. Über 200 und 400 Meter Freistil gewann sie jeweils Bronze. Ein Tennisspieler und eine Triathletin kamen erstmals für Costa Rica zum Einsatz.
Claudia Poll ging auch 2004 in Athen an den Start, doch konnte sie nicht mehr an ihre Leistungen von Atlanta und Sydney anknüpfen. Die Fußballmannschaft der Männer überstand diesmal die Vorrunde, u. a. mit einem 4:2-Sieg über Portugal. Im Viertelfinale scheiterte man jedoch mit 0:4 an Argentinien. Erstmals nahm ein costa-ricanischer Taekwondoin teil. 2008, 2012 und 2016 blieben die Teilnahmen Costa Ricas erfolglos. In Rio de Janeiro traten erstmals Beachvolleyballspielerinnen an.

### Winterspiele
1980 in Lake Placid fand Costa Ricas olympisches Debüt bei den Winterspielen statt. Erster Wintersportler war Arturo Kinch, der im alpinen Skisport teilnahm. In Sarajevo 1984 nahm erstmals ein Biathlet aus Costa Rica teil. Arturo Kinch startete sowohl im alpinen Skisport als auch im Skilanglauf. Dies wiederholte er 1988 in Calgary.
Im Alter von 45 Jahren und nach 14 Jahren Pause nahm Arturo Kinch 2002 in Salt Lake City am Skilanglauf teil. Und auch 2006 in Turin war Kinch wieder dabei, mittlerweile 49 Jahre alt. Damit ist er bis heute (Stand 2017) der älteste Skilangläufer bei Olympischen Winterspielen.

### Jugendspiele
Costa Rica entsandte fünf jugendliche Sportler zu den ersten Jugendspielen 2010 in Singapur. Ein Leichtathlet, ein Schwimmer, eine Judoka, ein Fechter und ein Triathlet bildeten die costa-ricanische Mannschaft. Die Judoka Andrea Guillen gewann in der gemischten Judo-Mannschaft, bestehend aus acht Teilnehmern aus acht Ländern, die Bronzemedaille. Diese Medaille zählt nicht als costa-ricanische Medaille, sie wird im Medaillenspiegel für die gemischte Mannschaft geführt.
In Nanjing 2014 nahmen drei Athleten teil. Das beste Ergebnis erzielte der Judoka Julian Sancho, der in der Gewichtsklasse bis 66 kg Platz 5 belegte.
An Jugend-Winterspielen hat Costa Rica bislang nicht teilgenommen.

## Übersicht der Teilnehmer

### Sommerspiele
| Jahr      | Athleten           | Athleten           | Athleten           | Flaggenträger           | Sportarten         | Sportarten         | Sportarten         | Sportarten         | Sportarten         | Sportarten         | Sportarten         | Sportarten         | Sportarten         | Sportarten         | Sportarten         | Sportarten         | Sportarten         | Sportarten         | Sportarten         | Sportarten         | Medaillen          | Medaillen          | Medaillen          | Medaillen          | Medaillen          |
| Jahr      | Gesamt             |                    |                    | Flaggenträger           | Fechten            | Judo               | Leichtathletik     | Schwimmen          | Boxen              | Gewichtheben       | Radsport           | Schießen           | Bogenschießen      | Fußball            | Kanusport          | Wasserspringen     | Tennis             | Triathlon          | Taekwondo          | Beach-Volleyball   |                    |                    |                    | Gesamt             | Rang               |
| --------- | ------------------ | ------------------ | ------------------ | ----------------------- | ------------------ | ------------------ | ------------------ | ------------------ | ------------------ | ------------------ | ------------------ | ------------------ | ------------------ | ------------------ | ------------------ | ------------------ | ------------------ | ------------------ | ------------------ | ------------------ | ------------------ | ------------------ | ------------------ | ------------------ | ------------------ |
| 1896–1932 | nicht teilgenommen | nicht teilgenommen | nicht teilgenommen | nicht teilgenommen      | nicht teilgenommen | nicht teilgenommen | nicht teilgenommen | nicht teilgenommen | nicht teilgenommen | nicht teilgenommen | nicht teilgenommen | nicht teilgenommen | nicht teilgenommen | nicht teilgenommen | nicht teilgenommen | nicht teilgenommen | nicht teilgenommen | nicht teilgenommen | nicht teilgenommen | nicht teilgenommen | nicht teilgenommen | nicht teilgenommen | nicht teilgenommen | nicht teilgenommen | nicht teilgenommen |
| 1936      | 1                  | 1                  | 0                  | Bernardo de la Guardia  | 1                  |                    |                    |                    |                    |                    |                    |                    |                    |                    |                    |                    |                    |                    |                    |                    |                    |                    |                    |                    |                    |
| 1948–1960 | nicht teilgenommen | nicht teilgenommen | nicht teilgenommen | nicht teilgenommen      | nicht teilgenommen | nicht teilgenommen | nicht teilgenommen | nicht teilgenommen | nicht teilgenommen | nicht teilgenommen | nicht teilgenommen | nicht teilgenommen | nicht teilgenommen | nicht teilgenommen | nicht teilgenommen | nicht teilgenommen | nicht teilgenommen | nicht teilgenommen | nicht teilgenommen | nicht teilgenommen | nicht teilgenommen | nicht teilgenommen | nicht teilgenommen | nicht teilgenommen | nicht teilgenommen |
| 1964      | 2                  | 2                  | 0                  |                         |                    | 2                  |                    |                    |                    |                    |                    |                    |                    |                    |                    |                    |                    |                    |                    |                    |                    |                    |                    |                    |                    |
| 1968      | 18                 | 17                 | 1                  | Rodolfo Castillo Vargas |                    |                    | 2                  | 1                  | 2                  | 3                  | 5                  | 5                  |                    |                    |                    |                    |                    |                    |                    |                    |                    |                    |                    |                    |                    |
| 1972      | 3                  | 3                  | 0                  | Hugo Chamberlain        |                    | 1                  | 1                  |                    |                    |                    |                    | 1                  |                    |                    |                    |                    |                    |                    |                    |                    |                    |                    |                    |                    |                    |
| 1976      | 5                  | 4                  | 1                  | María París             |                    |                    |                    | 1                  |                    |                    | 1                  | 1                  | 2                  |                    |                    |                    |                    |                    |                    |                    |                    |                    |                    |                    |                    |
| 1980      | 29                 | 28                 | 1                  | María París             |                    | 3                  |                    | 2                  |                    |                    |                    | 6                  | 2                  | 16                 |                    |                    |                    |                    |                    |                    |                    |                    |                    |                    |                    |
| 1984      | 28                 | 27                 | 1                  | Mariano Lara            |                    | 4                  | 3                  | 1                  |                    |                    |                    | 3                  |                    | 17                 |                    |                    |                    |                    |                    |                    |                    |                    |                    |                    |                    |
| 1988      | 16                 | 9                  | 7                  | Sigrid Niehaus          |                    | 1                  | 2                  | 8                  | 1                  | 1                  |                    | 1                  |                    |                    |                    |                    |                    |                    |                    |                    |                    | 1                  |                    | 1                  | 36                 |
| 1992      | 16                 | 11                 | 5                  | Álvaro Guardia          | 1                  |                    | 8                  |                    |                    |                    |                    | 1                  | 1                  |                    | 4                  |                    |                    |                    |                    |                    |                    |                    |                    |                    |                    |
| 1996      | 11                 | 6                  | 5                  | Henry Núñez             |                    | 2                  | 2                  | 3                  |                    |                    | 1                  |                    |                    |                    | 2                  | 1                  |                    |                    |                    |                    | 1                  |                    |                    | 1                  | 49                 |
| 2000      | 7                  | 5                  | 2                  | Karina Fernández        |                    |                    | 1                  | 3                  |                    |                    | 1                  |                    |                    |                    |                    |                    | 1                  | 1                  |                    |                    |                    |                    | 2                  | 2                  | 69                 |
| 2004      | 20                 | 17                 | 3                  | David Fernández         |                    | 1                  |                    | 1                  |                    |                    | 2                  | 1                  |                    | 14                 |                    |                    |                    |                    | 1                  |                    |                    |                    |                    |                    |                    |
| 2008      | 8                  | 6                  | 2                  | Allan Segura            |                    |                    | 3                  | 2                  |                    |                    | 2                  |                    |                    |                    |                    |                    |                    |                    | 1                  |                    |                    |                    |                    |                    |                    |
| 2012      | 11                 | 8                  | 3                  | Gabriela Traña          |                    | 1                  | 4                  | 2                  |                    |                    | 2                  |                    |                    |                    |                    |                    |                    | 1                  | 1                  |                    |                    |                    |                    |                    |                    |
| 2016      | 11                 | 6                  | 5                  | Nery Brenes             |                    | 1                  | 3                  | 1                  |                    |                    | 3                  |                    |                    |                    |                    |                    |                    | 1                  |                    | 2                  |                    |                    |                    |                    |                    |
| Gesamt    | Gesamt             | Gesamt             | Gesamt             | Gesamt                  | Gesamt             | Gesamt             | Gesamt             | Gesamt             | Gesamt             | Gesamt             | Gesamt             | Gesamt             | Gesamt             | Gesamt             | Gesamt             | Gesamt             | Gesamt             | Gesamt             | Gesamt             | Gesamt             | 1                  | 1                  | 2                  | 4                  | 89                 |

### Winterspiele
| Jahr      | Athleten           | Athleten           | Athleten           | Flaggenträger      | Sportarten         | Sportarten         | Sportarten         | Medaillen          | Medaillen          | Medaillen          | Medaillen          | Medaillen          |
| Jahr      | Gesamt             |                    |                    | Flaggenträger      | Ski Alpin          | Skilanglauf        | Biathlon           |                    |                    |                    | Gesamt             | Rang               |
| --------- | ------------------ | ------------------ | ------------------ | ------------------ | ------------------ | ------------------ | ------------------ | ------------------ | ------------------ | ------------------ | ------------------ | ------------------ |
| 1924–1976 | nicht teilgenommen | nicht teilgenommen | nicht teilgenommen | nicht teilgenommen | nicht teilgenommen | nicht teilgenommen | nicht teilgenommen | nicht teilgenommen | nicht teilgenommen | nicht teilgenommen | nicht teilgenommen | nicht teilgenommen |
| 1980      | 1                  | 1                  | 0                  | Arturo Kinch       | 1                  |                    |                    |                    |                    |                    |                    |                    |
| 1984      | 3                  | 3                  | 0                  | Arturo Kinch       | 2                  | 1                  | 1                  |                    |                    |                    |                    |                    |
| 1988      | 2                  | 2                  | 0                  | Arturo Kinch       | 2                  | 1                  |                    |                    |                    |                    |                    |                    |
| 1992      | 4                  | 4                  | 0                  |                    | 4                  |                    |                    |                    |                    |                    |                    |                    |
| 1994–1998 | nicht teilgenommen | nicht teilgenommen | nicht teilgenommen | nicht teilgenommen | nicht teilgenommen | nicht teilgenommen | nicht teilgenommen | nicht teilgenommen | nicht teilgenommen | nicht teilgenommen | nicht teilgenommen | nicht teilgenommen |
| 2002      | 1                  | 1                  | 0                  | kein Einmarsch     |                    | 1                  |                    |                    |                    |                    |                    |                    |
| 2006      | 1                  | 1                  | 0                  | Arthur Barton      |                    | 1                  |                    |                    |                    |                    |                    |                    |
| 2010–2018 | nicht teilgenommen | nicht teilgenommen | nicht teilgenommen | nicht teilgenommen | nicht teilgenommen | nicht teilgenommen | nicht teilgenommen | nicht teilgenommen | nicht teilgenommen | nicht teilgenommen | nicht teilgenommen | nicht teilgenommen |
| Gesamt    | Gesamt             | Gesamt             | Gesamt             | Gesamt             | Gesamt             | Gesamt             | Gesamt             | 0                  | 0                  | 0                  | 0                  | -                  |

### Jugend-Sommerspiele
| Jahr   | Athleten | Athleten | Athleten | Flaggenträger | Sportarten     | Sportarten | Sportarten | Sportarten | Sportarten | Medaillen | Medaillen | Medaillen | Medaillen | Medaillen |
| Jahr   | Gesamt   |          |          | Flaggenträger | Leichtathletik | Judo       | Schwimmen  | Fechten    | Triathlon  |           |           |           | Gesamt    | Rang      |
| ------ | -------- | -------- | -------- | ------------- | -------------- | ---------- | ---------- | ---------- | ---------- | --------- | --------- | --------- | --------- | --------- |
| 2010   | 5        | 4        | 1        |               | 1              | 1          | 1          | 1          | 1          |           |           |           |           |           |
| 2014   | 3        | 2        | 1        | Julián Sancho |                | 1          | 1          |            | 1          |           |           |           |           |           |
| Gesamt | Gesamt   | Gesamt   | Gesamt   | Gesamt        | Gesamt         | Gesamt     | Gesamt     | Gesamt     | Gesamt     | 0         | 0         | 0         | 0         | -         |

### Jugend-Winterspiele
| Jahr      | Athleten           | Athleten           | Athleten           | Flaggenträger      | Sportarten         | Medaillen          | Medaillen          | Medaillen          | Medaillen          | Medaillen          |
| Jahr      | Gesamt             |                    |                    | Flaggenträger      | Sportarten         |                    |                    |                    | Gesamt             | Rang               |
| --------- | ------------------ | ------------------ | ------------------ | ------------------ | ------------------ | ------------------ | ------------------ | ------------------ | ------------------ | ------------------ |
| 2012–2016 | nicht teilgenommen | nicht teilgenommen | nicht teilgenommen | nicht teilgenommen | nicht teilgenommen | nicht teilgenommen | nicht teilgenommen | nicht teilgenommen | nicht teilgenommen | nicht teilgenommen |
| Gesamt    | Gesamt             | Gesamt             | Gesamt             | Gesamt             | Gesamt             | 0                  | 0                  | 0                  | 0                  | -                  |

## Liste der Medaillengewinner

### Goldmedaillen
| Name         | Spiele       | Sportart  | Disziplin          |
| ------------ | ------------ | --------- | ------------------ |
| Claudia Poll | 1996 Atlanta | Schwimmen | 200 Meter Freistil |

### Silbermedaillen
| Name        | Spiele     | Sportart  | Disziplin          |
| ----------- | ---------- | --------- | ------------------ |
| Sylvia Poll | 1988 Seoul | Schwimmen | 200 Meter Freistil |

### Bronzemedaillen
| Name         | Spiele      | Sportart  | Disziplin          |
| ------------ | ----------- | --------- | ------------------ |
| Claudia Poll | 2000 Sydney | Schwimmen | 200 Meter Freistil |
| Claudia Poll | 2000 Sydney | Schwimmen | 400 Meter Freistil |

## Medaillen nach Sportart
| Sportart  | Gold | Silber | Bronze | Gesamt |
| Schwimmen | 1    | 1      | 2      | 4      |
| Gesamt    | 1    | 1      | 2      | 4      |